# Leberzyste

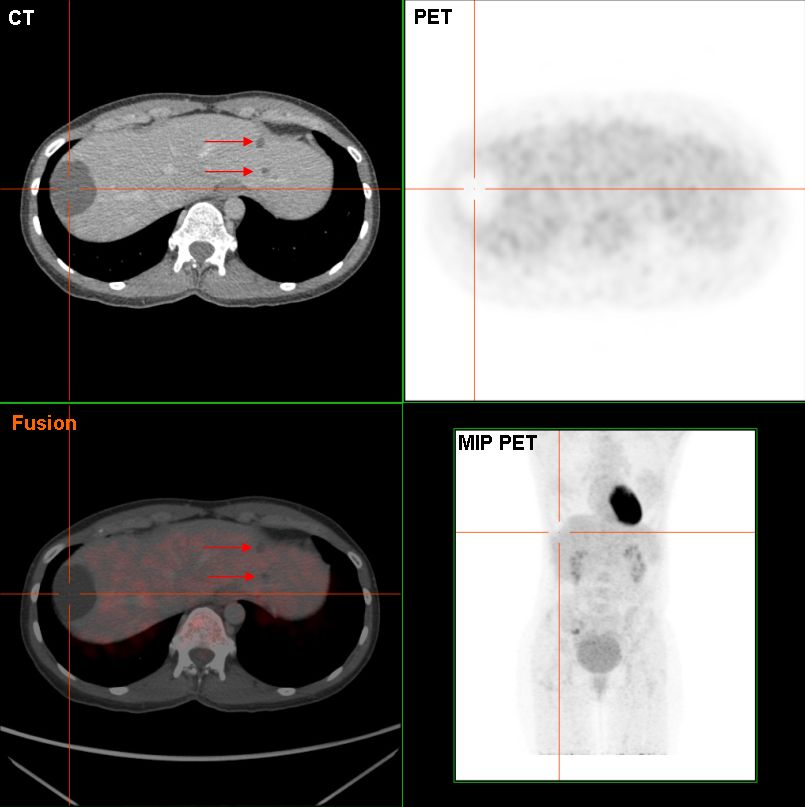
Drei Leberzysten (eine große, zwei sehr kleine) in der FDG PET/CT-Darstellung (mit CT-Kontrastmittel, venöse Phase)

Als Leberzyste bezeichnet man einen im Lebergewebe eingebetteten oder ihm aufsitzenden flüssigkeitsgefüllten Hohlraum (Zyste). Leberzysten werden zu den gutartigen (benignen) Tumoren gezählt.
Ähnlich wie bei der Unterscheidung zwischen Nierenzyste (ein harmloser Zufallsbefund mit einer Zyste) und Zystenniere (eine lebensbedrohliche Erkrankung mit einer Vielzahl von Zysten), wird auch bei der Leber zwischen Leberzyste und Zystenleber unterschieden. Leberzysten weisen eine rundliche Form auf, die sich scharf vom restlichen Gewebe abgrenzt und eine zarte Wand aufweist. Leberzysten wachsen im Allgemeinen sehr langsam.
In der angelsächsischen Fachliteratur sind die Begriffe liver cyst oder hepatic cyst oder non-parasitic hepatic cyst (NPHC) für eine Leberzyste gebräuchlich.

## Differenzierung
Teilweise wird auch die parasitäre, durch den dreigliedrigen Hundebandwurm (Echinococcus granulosus) bedingte, zystische Echinokokkose zu den Leberzysten gerechnet. Der folgende Artikel beschreibt jedoch ausschließlich die nichtparasitären Leberzysten. Für die parasitär bedingte Leberzyste siehe den entsprechenden Hauptartikel.
Die durch den Fuchsbandwurm (Echinococcus multilocularis) hervorgerufene alveoläre Echinokokkose erzeugt keine Zysten, sondern mikroskopisch kleine, von Bindegewebe umschlossene Bläschen (Alveolen).

## Pathogenese
Die nichtparasitären Zysten können vererbt (kongenital), traumatisch (durch äußere Einwirkung) oder neoplastisch (Neubildung) bedingt sein. Am häufigsten sind Leberzysten erblich bedingt. Sie können sich auch als Folge einer intrahepatischen Gallengangsobstruktion bilden. Äußerst selten bilden sich Leberzysten als degenerative Begleiterscheinung einer Leberzirrhose.

## Ätiologie

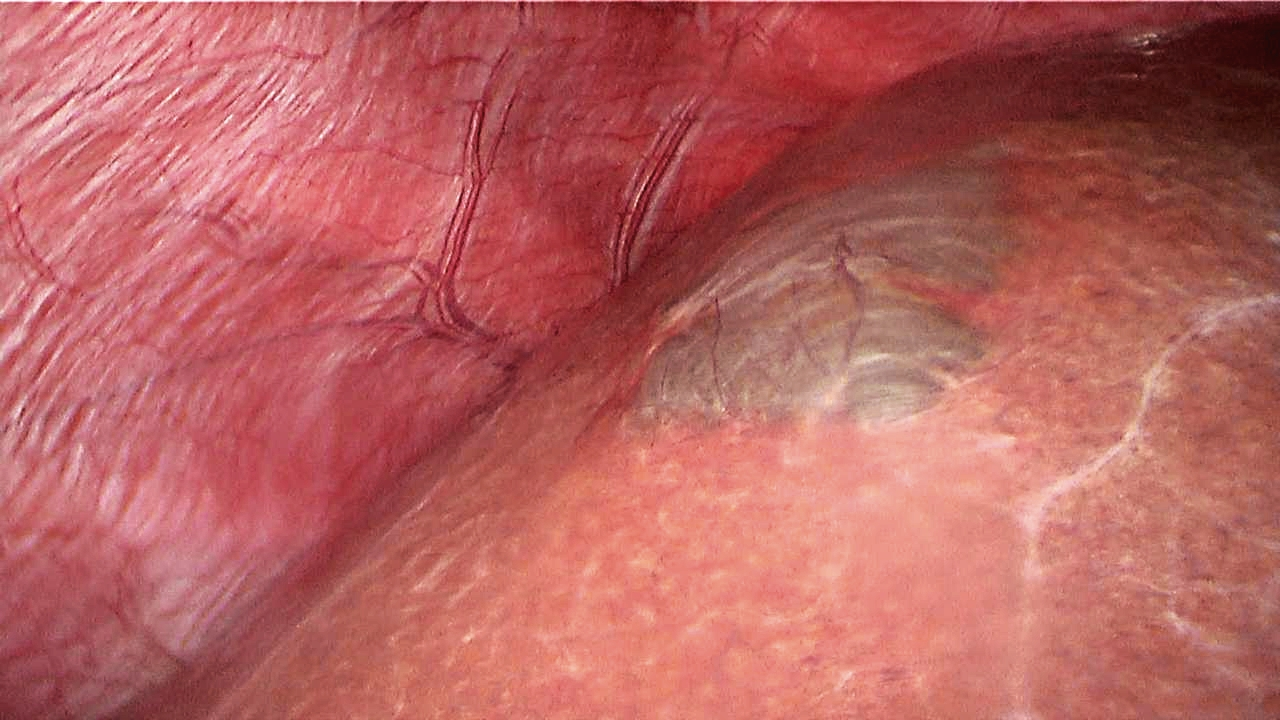
Oberflächliche Leberzyste des rechten Leberlappens

Leberzysten treten ein- oder mehrkammerig auf. Weniger häufig stellen sie eine Variante einer angeborenen Zystenleber dar.

## Prävalenz
Leberzysten kommen sehr häufig vor und werden meist nur zufällig im Rahmen einer Ultraschall-, MRT oder CT-Untersuchung entdeckt. Bei etwa 2,5 bis 18 % aller Patienten, die einer allgemeinen sonographischen oder computertomographischen Untersuchung unterzogen werden, werden Leberzysten – meist als Nebendiagnose – festgestellt. Ab einem Alter von über 40 Jahren ist die Inzidenz besonders hoch.

## Diagnose

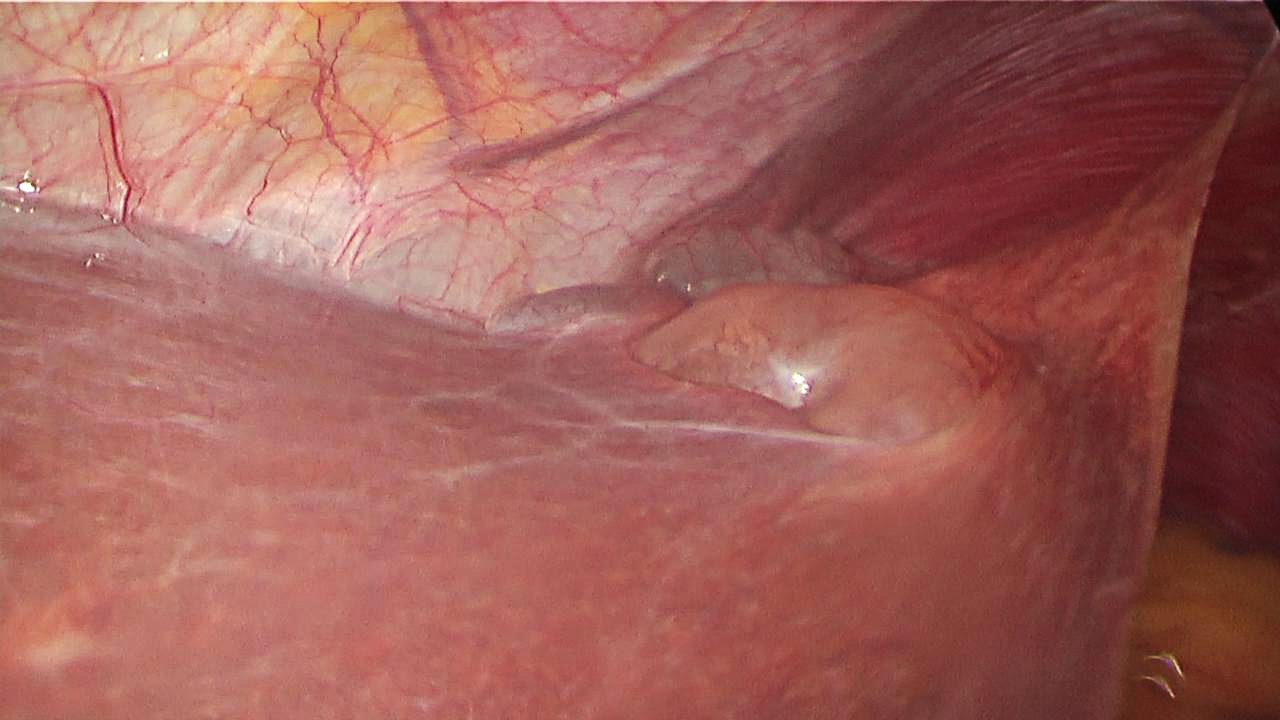
Kleine Zyste des linken Leberlappens

Da eine Leberzyste in den meisten Fällen symptomlos ist, ist sie meist ein Zufallsbefund bei einer Ultraschalluntersuchung. Bei vorhandenen Symptomen oder Komplikationen erfolgt die Diagnose mittels bildgebender Verfahren, meist mittels Ultraschall oder Computertomographie. Dabei können nichtparasitäre von parasitären Leberzysten unterschieden werden.

## Differentialdiagnose
Folgende pathologische Diagnosen müssen unterschieden werden:
- Einfache Leberzyste: Erweiterung der intrahepatischen Gallenwege[7]
- Haemorrhagische Zyste: Rest einer Einblutung
- Infektiöse Zyste: Meistens dicker Randwall, zum Teil Gasbildung
- Gallengangs-Hamartom: kleine multiple Zysten
- Caroli-Syndrom: diffuse, fusiforme Gallengangserweiterungen, zentrale Verdichtung („central dot“)
- Polyzystische Lebererkrankung: multiple einfache Leberzysten
- Peribiliäre Zysten: multiple, kleine, periportale Zysten
- Hepatische Malformation des Lymphsystems: Multilokuläre Zysten mit feinen Septen
- Bewimperte hepatische Vorderdarmduplikatur: solitäre subkapsuläre Zyste, meistens in Segment IV
- Muzinöse zystische Neoplasie der Leber: dicke Wand, Knoten in der Wand, Septen
- Intraduktale papilläre Neoplasie des Gallengangs: Aufstau des Gallengangs, im CT-Enhancement in der arteriellen Phase
- Zystische Lebermetastase: dicke, knotige Wand, Septen
- Pyogener Abszess: Schießscheibenzeichen, Bienenwaben-Muster, Klinik: Sepsiszeichen
- Hydatide Zyste: irreguläre Ränder, dicke Wand, zum Teil beweglicher Inhalt
- Hepatische alveoläre Echinococcose: unregelmäßige Ränder, mehrkammerig, zum Teil zentrale Verkalkung[8][9]

## Komplikationen
Komplikationen werden meist durch große Zysten hervorgerufen, wenn diese die umgebenden Organe verdrängen. Dies ist häufig erst bei einem Zysten-Durchmesser von über 10 cm der Fall. Meist führt dies zu Schmerzen im Oberbauch. Eine Ruptur oder Einblutung der Zyste kann akute starke Schmerzen im Bauchraum hervorrufen.
Eine Infektion der Zyste kann zu Fieber führen. Gewichtsverlust, Übelkeit und Erbrechen sind seltenere Komplikationen. Wird das intra- oder extrahepatische Gallengangsystem durch den Platzbedarf der Zyste zu stark komprimiert, so kann eine Gelbsucht entstehen. Statistisch betrachtet treten diese Komplikationen meist ab dem 50. Lebensjahr und gehäuft bei Frauen auf.

## Therapie
Nur wenn der betroffene Patient durch die Leberzyste bedingte Beschwerden hat, ist eine Operation notwendig. Die Beschwerden werden fast ausschließlich von großen Zysten hervorgerufen, die die umgebenden Organe verdrängen.
Zwei operative Verfahren kommen zur Therapie zum Einsatz. Am einfachsten ist dabei die CT-gestützte Absaugung (Aspiration) der Zystenflüssigkeit. Eine anschließende Injektion des Sklerosierungsmittels Ethoxysklerol oder Alkohol dient der Verödung der Zyste. Bei der Einfachheit des Verfahrens ist die hohe Rückfallrate von bis zu 50 % nachteilig.
Deutlich effektiver ist eine operative Zystenentdeckelung mittels laparoskopischer Chirurgie, einem minimalinvasiven Eingriff. Die Methode wurde erstmals 1991 durchgeführt. Dabei wird nach der Aspiration der Zystenflüssigkeit das Dach der Zyste vollständig entfernt und der verbleibende Hohlraum mit dem körpereigenen großen Netz (Omentum majus) ausgefüllt, das dabei an den Zystenrand genäht wird. Dies unterdrückt die Zystenneubildung. Die Rezidivrate liegt bei etwa 11 %.

## Prognose
Eine abgetragene solitäre Leberzyste bedeutet für den betroffenen Patienten eine vollständige Heilung.

### Fachbücher
- A. Hollweger: Ultraschall-Kurs. Deutscher Ärzteverlag, 2006, ISBN 3-7691-0451-X, S. 63–70.
- W. Wermke: Sonographische Differenzialdiagnose Leberkrankheiten. Deutscher Ärzteverlag, 2006, ISBN 3-7691-0433-1
- D. Henne-Bruns u. a.: Chirurgie. Georg Thieme Verlag, 2007, ISBN 3-13-125293-6, S. 493–494.

### Fachartikel
- L. L. Robbins u. a.: Congenital cyst of liver. In: N Engl J Med. Band 239, 1948, S. 517–519. PMID 18885056
- M. Rygl u. a.: Congenital solitary liver cysts. In: Eur J Pediatr Surg. Band 16, 2006, S. 443–448. PMID 17211796
- J. F. Gigot u. a.: The surgical management of congenital liver cysts. In: Surg Endosc. Band 15, 2001, S. 357–363. PMID 11395815
- J. F. Gigot u. a.: Laparoscopic treatment of nonparasitic liver cysts: adequate selection of patients and surgical technique. In: World Journal of Surgery. Band 20, 1996, S. 556–561. PMID 8661625
- N. Katkhouda u. a.: Laparoscopic management of benign cystic lesions of the liver. In: J Hepatobiliary Pancreat Surg. Band 7, 2000, S. 212–217. PMID 10982616.
- M. Morino u. a.: Laparoscopic management of symptomatic nonparasitic cysts of the liver. Indications and results. In: Ann Surg. Band 219, 1994, S. 157–164. PMID 8129486.
- P. Charlesworth u. a.: Natural history and long-term follow-up of antenatally detected liver cysts. In: J Pediatr Surg. Band 42, 2007, S. 494–499. PMID 17336186.

### Dissertationen
- D. Klein: Dynamische kontrastmittelunterstützte Ultraschalluntersuchung fokaler Leberraumforderungen. (PDF; 1,9 MB) Dissertation, Julius-Maximilians-Universität zu Würzburg, 2004.
- A. Kraus: MRT-Leberdiagnostik mit dem leberspezifischen Kontrastmittel Gd-EOB-DTPA. (PDF; 2,5 MB) Dissertation, LMU München, 2003.
- C. Peppler: Dreidimensionale Sonographie der Leber beim Hund. (PDF; 2,7 MB) Dissertation, Justus-Liebig-Universität Gießen, 2007.